# Harnaś

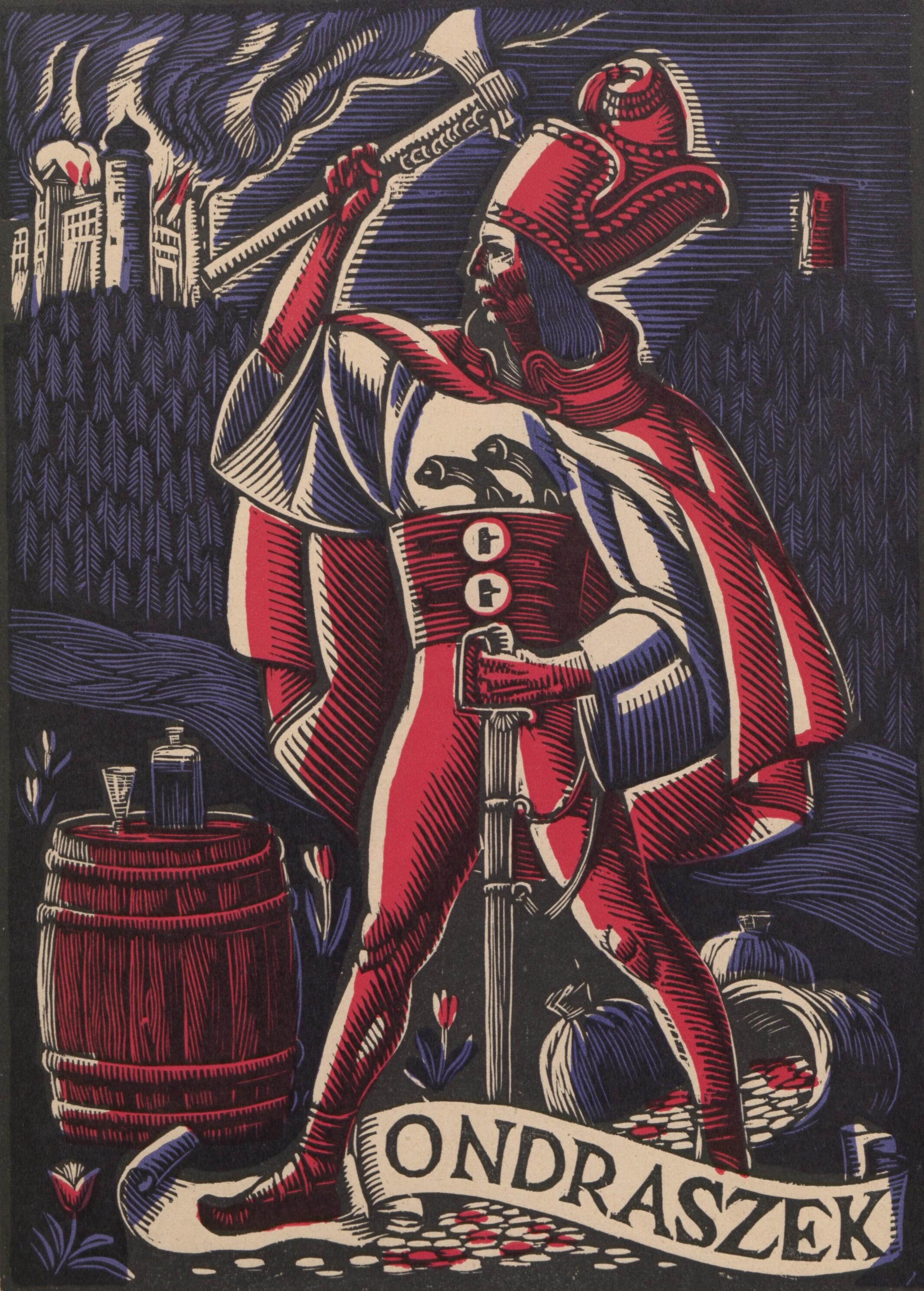
Harnaś Ondraszek na drzeworycie Władysława Skoczylasa

Harnaś – góralskie określenie herszta bandy, nadawane przywódcom karpackich zbójników, pochodzące z węgierskiego określenia hadnagy (porucznik, dowódca) za pośrednictwem języka słowackiego. Słynnymi harnasiami byli m.in. Juraj Jánošík, Ondraszek, Tomáš Uhorčík (zob. tołhaj).
Objaśnienia etymologicznego tego określenia dokonał Eugeniusz Słuszkiewicz na łamach czasopisma „Język Polski”.